# Vilonia
Vilonia é uma cidade  localizada no estado americano de Arkansas, no Condado de Faulkner.

## Demografia
Segundo o censo americano de 2000, a sua população era de 2 106 habitantes.
Em 2006, foi estimada uma população de 2 947, um aumento de 841 (39.9%).

## Geografia
De acordo com o United States Census Bureau, a localidade tem uma área de 16,7 km², sem área coberta por água. Vilonia localiza-se a aproximadamente 94 m acima do nível do mar.

## Localidades na vizinhança
O diagrama seguinte representa as localidades num raio de 24 km ao redor de Vilonia.